# جوهانا باسفورد
جوهانا باسفورد، هي رسامة اسكتلندية، من مواليد 1983 وحاصلة على وسام الإمبراطورية البريطانية . جميع رسوماتها مرسومة يدويًا، وفي أغلب الأحيان باللونين الأبيض والأسود، وباستخدام أقلام الرصاص والحبر. يمكن العثور على أعمال جوهانا باسفورد في منتجات مختلفة مثل كتب التلوين وأوراق الحائط وملصقات البيرة وحتى الوشم. ومن المعروف بأنها رائدة في مجال كتب التلوين للبالغين.

## السيرة الذاتية
ولدت جوهانا باسفورد عام 1983  في اسكتلندا ونشأت في مزرعة أسماك يمتلكها والديها  في قرية أوشناجات في ولاية أبردينشاير . تخرجت جوهانا من كلية دنكان أوف جوردانستون للفنون والتصميم (DJCAD) في مدينة دندي في عام 2005 بشهادة جامعية في تصميم المنسوجات وتخصص في الطباعة على الشاشة (طباعة الشاشة الحريرية) . تعيش جوهانا وتعمل في ولاية أبردينشاير، اسكتلندا  حيث تمتلك استوديو صغير في مزرعة قامت بتجديدها لتضم نوافذ كبيرة مطلة على الحقول المحيطة بالمزرعة. تعتقد جوهانا أن الرسومات المرسومة بواسطة الكمبيوتر قد تبدو "باردة وبلا روح"، وهذا هو السبب في استخدامها لوسائل الرسم التقليدية. منذ أن نشرت كتاب التلوين الأول والخاص للبالغين بعنوان حديقة سرية Secret Garden في عام 2013، باعت أكثر من 21 مليون  كتابًا في جميع أنحاء العالم، مما جعلها رائدة في طفرة مجال كتب التلوين للبالغين. كانت جوهانا متزوجة سابقًا من جيمس وات، المؤسس المشارك لشركة برودوغ Brewdog، وهي شركة البيرة ذات طابع "البانك"، وأنجبا ابنتين معاً. في شهر فبراير 2021، أعلنت جوهانا، عبر مواقع التواصل الاجتماعي، انفصالها عن زوجها في العام السابق.
استلمت جوهانا رتبة ضابط في وسام الإمبراطورية البريطانية (OBE) خلال تكريمات الاحتفال بأعياد الميلاد لعام 2016 وذلك لخدماتها في مجال الفن وريادة الأعمال.
في عام 2019، وتحديداً في مدرستها السابقة، أكاديمية إيلون في أبردينشاير، حطمت جوهانا الرقم القياسي العالمي لموسوعة غينيس لأكبر رسم فردي، حيث رسمت رسمة ضخمة بطابع الزهور والورود، وبمساحة تزيد عن 501 مترًا مربعًا (أي 5395 قدمًا مربعًا)، في ظل 12 ساعة .
وفي شهر فبراير 2021، تم الإعلان عن استضافتها لفعالية محاضرة ريادة الأعمال السنوية لجامعة دندي، وحصولها على جائزة تقدير ريادة الأعمال من الجامعة.

## الأعمال والإنجازات الفنية
تشمل قائمة العملاء التجاريين الذين عملت معهم جوهانا شركة سوني ، ونايكي ، وتيت مودرن ، وستاربكس . في عام 2008، كُلِّفت جوهانا من قبل شركة كوينزبيري هانت، وهي شركة لتصنيع السيراميك، بإنشاء تصاميم مرسومة يدوياً لمجموعة لوازم الطاولة الخاصة بالشركة. وفي عام 2010، قامت جوهانا بإنشاء رسومات مميزة لتطبيق iPhone The New Goodbye . كما تم تكليفها من قبل مهرجان إدنبرة فرينج برسم غلاف برنامجهم لعام 2010،  حيث عملت جوهانا مع وكالة تصميم "Whitespace" وايتسبيس ومقرها إدنبرة، لإنشاء سلسلة من الرسوم الخاصة للبرنامج والعمل الفني النهائي لحملة الرسوم التوضيحية الجماعية # FringeCover #Twitterpicture.
بالإضافة إلى رسوماتها، فقد صممت جوهانا خلفيات متوهجة، طبعت باستخدام أحبار خاصة حساسة للأشعة فوق البنفسجية .
في شهر مايو 2013، افتتحت جوهانا أول معرض فردي لها في مركز دندي للفنون المعاصرة تحت عنوان واندرلاندس "Wonderlands" : وكان هذا المعرض أحد أنجح معارض مركز دندي للفنون المعاصرة، حيث بلغ إجمالي عدد الجمهور 8488.
وفي شهر نوفمبر 2017، أنشأت جوهانا شعار Google Doodle ذو طابع اسكتلندي للصفحة الرئيسية لمحرك البحث احتفالاً بيوم القديس أندرو.
ويمثلها حالياً الوكيلة الأدبية كاثرين سمرهايز في شركة كورتيس براون .

### الكتب والمنشورات
- جوهاناز كريسماس، أول كتاب تلوين لها - طبع في 1 يناير 2013 - دار نشر فيرجين بوكس
- حديقة سرية: كتاب تلوين وألغاز للكبار - طبع عام 2013 - دار لورينس كينج للنشر. اعتباراً من شهر مارس 2015، تم بيع أكثر من 10 مليون نسخة من الكتاب عالمياً (3 مليون نسخة بيعت في الصين[23]). تم نشر الكتاب في أكثر من 40 منطقة عالمياً وقد ظهر على قائمة نيويورك تايمز لأفضل المبيعات.[24]
- حديقة سرية: 20 بطاقة بريدية - 21 يناير 2014 - دار لورينس كينج للنشر
- حديقة سرية: 3 مذكرات مصغرة - 19 أغسطس 2014 - دار لورينس كينج للنشر
- الغابة السحرية: كتاب تلوين وألغاز للكبار - 2015 - دار لورينس كينج للنشر - بيعت جميع النسخ المطبوعة، 226،000، خلال بضع أسابيع من الإطلاق في 17 فبراير 2015. قامت دار النشر بطباعة نسخة ثانية من الكتاب، 250،000 نسخة.[25] وقد ظهر الكتاب على قائمة نيويورك تايمز لأفضل المبيعات.
- لغابة السحرية: 20 بطاقة بريدية - 28 يونيو 2015 - بينجوين راندوم هاوس
- البحر الضائع: كتاب تلوين وألغاز للكبار - صدر في 27 أكتوبر 2015 - بينجوين راندوم هاوس. بيعت أكثر من 1،3 مليون نسخة فقط في الولايات المتحدة الأمريكية. تصدر المركز الأول في قائمة الولايات المتحدة لأكثر الكتب مبيعاً، فئة الكتب غير الأدبية، في الأسبوع الأول من النشر، ووصل للمركز الأول على قائمة نيويورك تايمز لأفضل المبيعات.

## الجوائز والإنجازات
- عام 2007 – جائزة Elle للتصميم والديكور [18]
- عام 2009 – جائزة المواهب للقناة الرابعة [18]
- عام 2021 – جائزة جامعة دندي للتقدير الريادي [16]